# Coryanthes powellii
Coryanthes powellii är en orkidéart som beskrevs av Rudolf Schlechter. Coryanthes powellii ingår i släktet Coryanthes, och familjen orkidéer.
Artens utbredningsområde är Panamá. Inga underarter finns listade i Catalogue of Life.